# Колоале (футбольный клуб, Хониара)
Колоале (англ. Koloale FC Honiara) — футбольный клуб с Соломоновых Островов. Основан в 1981 году. Самый титулованный клуб Соломонвых островов. Выступает в Телеком С-Лиге.

## Достижения
- Лига чемпионов ОФК
  -  Финалист (1) — 2008/09
- Чемпионат Соломоновых островов по футболу
  -  Чемпион (4) — 2003, 2007/2008, 2009/2010, 2010/2011
  -  Серебро (3) — 2005/06, 2006/07, 2008/09
  -  Бронза (1) — 2011/12
- Чемпионат Хониары по футболу
  -  Чемпион (3) — 2001/2002, 2003/2004, 2008/2009